# Perfect HERO
『Perfect HERO』（パーフェクトヒーロー）は、Tom-H@ck featuring 大石昌良の2枚目のシングル。2014年5月21日にポニーキャニオンより発売された。

## 概要
前作『Go EXCEED!!』から約7ヶ月ぶりのリリースで、後にデジタルロックユニットOxTを結成するTom-H@ckと大石昌良の2人による2作目のシングル。次作『KIMERO!!』からはOxT名義でのリリースとなるため、この名義では最後のリリースとなった。
表題曲は、前作同様テレビアニメ『ダイヤのA』のオープニングテーマとして書き下ろされ、ゲストボーカルも、前作同様大石昌良を迎え制作された。

## 収録曲
| 全作詞: 稲葉エミ、全作曲・編曲: Tom-H@ck。 |                                |          |            |      |
| #                                          | タイトル                       | 作詞     | 作曲・編曲 | 時間 |
| 1.                                         | 「Perfect HERO」               | 稲葉エミ | Tom-H@ck   | 4:10 |
| 2.                                         | 「静かなる一秒」               | 稲葉エミ | Tom-H@ck   | 3:47 |
| 3.                                         | 「Perfect HERO」(instrumental) | 稲葉エミ | Tom-H@ck   | 4:10 |
| 4.                                         | 「静かなる一秒」(instrumental) | 稲葉エミ | Tom-H@ck   | 3:46 |
| 合計時間:                                  | 合計時間:                      | 15:53    |            |      |